# Meienried
Meienried est une commune suisse du canton de Berne, située dans l'arrondissement administratif du Seeland.
La commune se trouve au bord de l'Aar sur la rive sud.

## Tourisme
Sur le territoire de la commune se trouve le petit lac de Meienriedseeli, lieu de baignade, ainsi que le Häftli, un méandre de l'ancienne Aar, résultant de la correction des eaux du Jura, actuellement zone naturelle protégée.